# Condado de Murray (Austrália Ocidental)

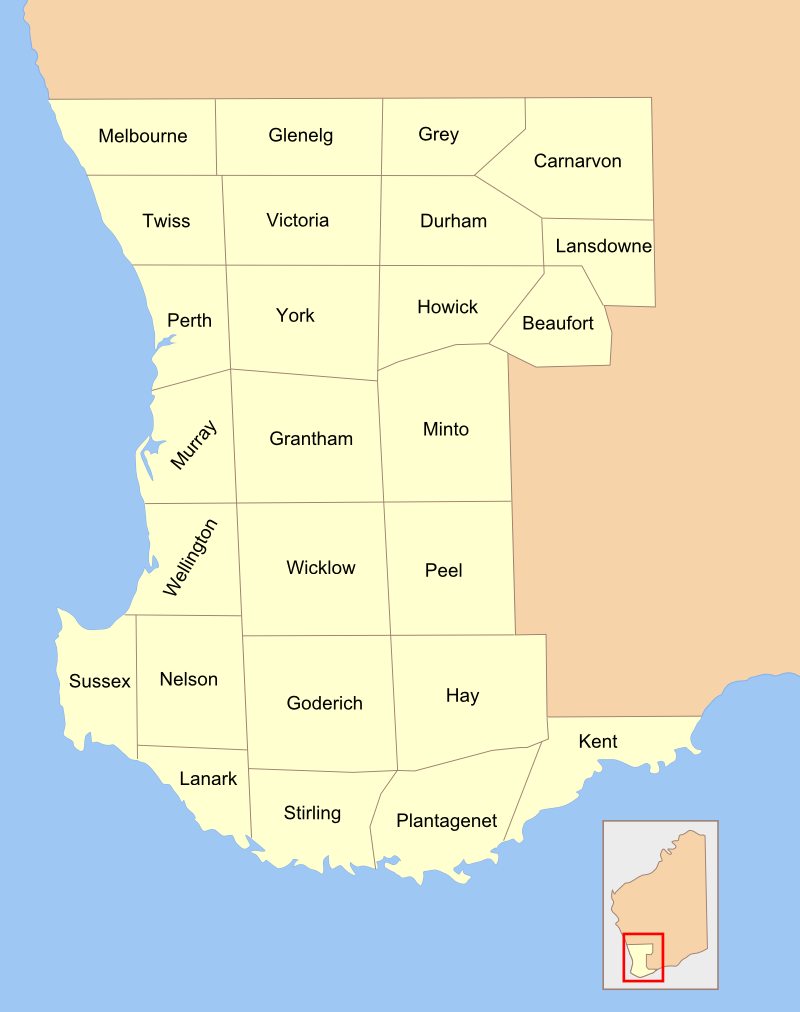
26 condados da Austrália Ocidental

O Condado de Murray foi um dos 26 Condados da Austrália Ocidental que foram designados em 1829 como divisão cadastral. Foi nomeado após George Murray, Secretário de Estado para a guerra e as colônias de 1828–1830, um amigo pessoal de Tenente-governador James Stirling.
Corresponde aproximadamente ao Murray (distrito de terra) e parte do Cockburn Sound (distrito de terra), que formam a base para títulos de terra na área.